# جهنم سبز (فیلم)
دوزخ سبز (به انگلیسی: The Green Inferno) یک فیلم ترسناک به کارگردانی الی راث محصول سال ۲۰۱۳ است.  این فیلم از فیلم‌های آدم‌خوار ایتالیایی اواخر دهه ۱۹۷۰ و اوایل دهه ۸۰ الهام گرفته شده و ادای احترامی به آن، به‌ویژه فیلم کانیبال هولوکاست (۱۹۸۰) است. ماجرای این فیلم درباره گروهی از فعالان بشر دوست است که وقتی توسط یک قبیله آدمخوار اسیر می شوند، مجبور به مبارزه برای بقا می‌شوند.

## داستان
ماجرای این فیلم راجع به گروهی از محققان و دانشجویان است که به جنگل‌های آمازون می‌روند تا آنجا را نجات دهند اما ناگهان اسیر و گرفتار قبایلی عجیب می‌شوند که وحشی و آدم خوارند...